# Gaitanevo, Sofia
Gaitanevo (în bulgară Гайтанево) este un sat în comuna Gorna Malina, regiunea Sofia,  Bulgaria. 

## Demografie
Componența etnică a satului Gaitanevo
     Bulgari (98,23%)
     Nicio identificare (1,76%)
     Altele (0%)
La recensământul din 2011, populația satului Gaitanevo era de 227 locuitori. Din punct de vedere etnic, majoritatea locuitorilor (98,23%) erau bulgari. Pentru 1,76% din locuitori nu este cunoscută apartenența etnică.